# Formostenus malaisei
Formostenus malaisei là một loài tò vò trong họ Ichneumonidae.